# هربرت بوردنسکی
هربرت بوردنسکی (انگلیسی: Herbert Burdenski; ۱۹ مهٔ ۱۹۲۲ – ۱۵ سپتامبر ۲۰۰۱) بازیکن فوتبال اهل آلمان بود.
از باشگاه‌هایی که در آن بازی کرده‌است می‌توان به باشگاه فوتبال شالکه ۰۴، باشگاه فوتبال آینتراخت برانشوایگ، و باشگاه ورزشی وردر برمن اشاره کرد.
وی همچنین در تیم ملی فوتبال آلمان بازی کرده‌است.